# TER Picardie
Le TER Picardie est le réseau de lignes TER de l'ancienne région administrative Picardie.
Il a représenté, en 2010, environ 56 600 voyages quotidiens effectués sur 1 122 km de voies ferrées avec 161 gares et points d'arrêt, réalisés au moyen de 470 circulations de trains (TER, Intercités, Transilien) ou autocars sur dix-neuf liaisons ferroviaires et huit liaisons routières conventionnées par la région, ainsi qu'un service de transport à la demande, le taxi TER. Environ 62 % des trajets ont été à l'origine ou à destination de l'Île-de-France, mais seulement 5 % des trajets ont concerné des déplacements vers les autres régions voisines. La production a été assurée par près de 1 600 agents SNCF. La ponctualité est passée de 90,8 % en 2010 à 94 % à la fin du premier semestre 2011. Cinq lignes sont certifiées « NF service » sur la base de la norme EN 13816 délivré par Afnor,. En 2008, la Région a consacré 141 000 000 € à l'exploitation du TER. Les transports et les infrastructures représentent le premier poste de dépenses du Conseil régional, qui totalise un budget de 275 000 000 € en 2009.
Depuis le 28 août 2017, le TER Picardie est intégré au réseau TER Hauts-de-France, avec le réseau TER Nord-Pas-de-Calais.

## Histoire

### Le transport régional de voyageurs avant la naissance du TER
En Picardie, aucun conventionnement d'une desserte ferroviaire régionale n'est expérimenté par la région ou les départements avant l'heure, contrairement à certaines autres régions, à commencer par la Lorraine à partir de 1972, avec Métrolor. En 1959, l'actuelle région Picardie bénéficie d'une première électrification sur la ligne de Paris à Creil. En même temps, le premier matériel nouvellement conçu pour les dessertes régionales (en l'occurrence de banlieue) dans l'après-guerre, les RIB 60, est affecté au service sur cette ligne. Ces segments de quatre caisses font des incursions jusqu'à Amiens et Compiègne, puis sont utilisés également sur les lignes Paris-Nord – Crépy-en-Valois et Paris-Est – Château-Thierry. Contemporains aux RIB 60, les Z 6100 vont jusqu'à Saint-Just-en-Chaussée, Compiègne et Crépy-en-Valois. Aussi la région voit-elle le départ précoce des voitures modernisées Sud-Est à essieux « trois pattes » et de la plupart des voitures « Romilly » au cours des années 1960, remplacées par des voitures grandes lignes déclassées. Datant d'avant-guerre, ces voitures ont été légèrement modernisées et proposent un niveau de confort correct, mais ne sont pas adaptées au trafic omnibus. D'autre part, des voitures de banlieue « Nord » des années 1930 sont mutées sur Amiens pour assurer des trains omnibus. De conception moderne au moment de leur conception en 1929, ce matériel dépassé se maintient jusqu'en 1986 quand il est enfin relayé par les rames réversibles régionales (RRR) commandées par la région Picardie.
Conformément à la volonté de l'État, et à la suite d'une expérimentation dans six régions pilotes, la région Picardie élabore son schéma régional de transport (SRT) en 1976. L'objectif est l'amélioration globale de l'offre de transport à effort financier constant, ou autrement dit, le transfert de trains-km des lignes rurales peu fréquentées vers les grands axes. Mais aucune opération de ce genre n'est conduite en Picardie, où la vague de transferts sur route cesse définitivement après la fermeture de la ligne à voie métrique Noyelles – Cayeux, le 1er janvier 1973 (devenue le Chemin de fer de la baie de Somme). Plus tard, le 1er juin 1980, la région reporte quand même les trains omnibus de la section Marle-sur-Serre – Hirson (33 km) sur la route, les autorails n'étant occupés que par douze voyageurs en moyenne, et les dépenses étant huit fois supérieures aux recettes.
En 1980 / 1981, les lignes de Paris-Nord à Amiens et Compiègne reçoivent leur première dotation de VO 2N, à savoir six rames de huit caisses chacune, tractées par des BB 17000. Ces premières VO 2N sont acquises sur décision de la SNCF et sur son budget propre. La société nationale les détourne en partie de leur usage prévu en les affectant à des express entre Paris et Maubeuge. À une époque où les voitures du parc régional se rajeunissent mais présentent encore une moyenne d'âge de quarante-cinq ans, le matériel moderne fait toujours défaut. Comme palliatif, des rames de remorques d'autorails tractées par des locomotives circulent entre Amiens et Abbeville, Amiens et Compiègne et Creil et Compiègne, pendant les années 1980.
Alors que la région Centre s'est vu rejeter son SRT car voulant rouvrir deux lignes, le changement de politique après l'élection de François Mitterrand comme Président de la République apporte, en 1982, les « réouvertures Fiterman ». Est concernée en Picardie, la ligne de La Ferté-Milon à Gare de Reims, longue de 76 km, fermée le 6 mars 1972 et rouverte le 29 mars 1982. Les trains omnibus avaient cessé de circuler entre Fismes et Reims dès 1947, avec fermeture de l'ensemble des gares intermédiaires au trafic voyageurs. Cette réouverture est considérée comme un succès, le nombre de voyageurs transporté par semaine atteignant les 4 820 en octobre 1983, comparé à 1 550 seulement en 1971, et à 760 de la desserte routière de substitution en 1981. Les 70 % des déplacements se concentrent sur la section périurbaine de Fismes à Reims, où une occupation moyenne des autorails de 82 voyageurs est constatée en 1987. Par ailleurs, au début des années 1980, la SNCF est pour la première fois encouragée d'augmenter l'offre omnibus de sa propre initiative, ce qu'elle fait à chaque changement d'horaire d'été 1981 jusqu'à hiver 1983/84.

### De la naissance du TER en 1986 jusqu'à la régionalisation en 1998

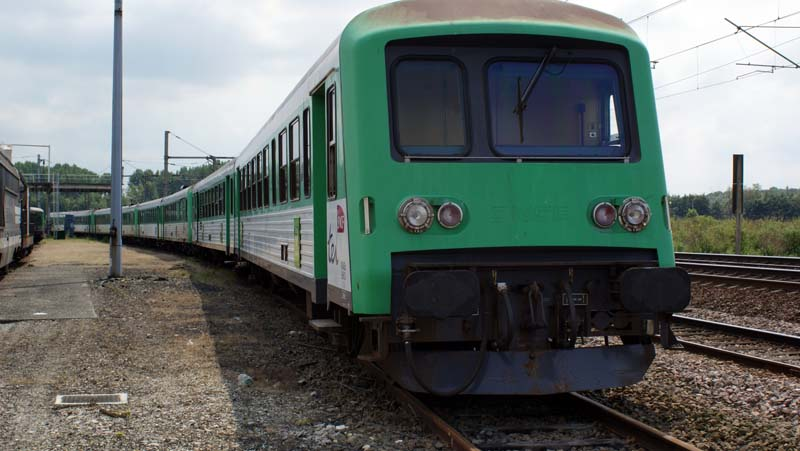
Les 4 dernières X4630 garées au dépôt de Longueau (x4666-8663, x4716-8713, x4648-8437, x4659-8448)

Le TER Picardie est lancé en 1986 à la suite du conventionnement du trafic régional au sein de la région Picardie, entrant en vigueur au mois de janvier en vertu d'un contrat signé avec la SNCF, valable pour une durée de cinq ans. La région obtient la possibilité de décider des modifications de la desserte régionale, mais doit en contrepartie rembourser un manque à gagner éventuel à la SNCF, tout en bénéficiant d'un bonus sur les lignes qui engendreraient un trafic supplémentaire. La SNCF ne répercute pas d'éventuelles hausses des coûts de l'exploitation et touche directement une contribution de l'État pour l'exécution du service public régional. Jusqu'à la fin de l'exercice 1992, le TER n'inclut pas encore les express d'intérêt régional. « TER » traduit une stratégie commerciale nouvelle sur le plan des transports ferroviaires régionaux, jusque-là négligés et souffrant d'une mauvaise image. Pour la première fois, une telle initiative est mise en œuvre sur le plan national et s'accompagne de conventions avec toutes les régions (sauf trois, retardataires). Pendant les premières années du TER Picardie, la Région augmente l'offre de trains en semaine, au prix d'une forte réduction de l'offre du week-end (cas également des Pays de la Loire, de l'Alsace, du Nord-Pas-de-Calais et de la région Centre).
Après la réception des nouvelles RRR en 1986, la région reçoit une nouvelle fois du matériel déclassé de la banlieue parisienne en 1990, cette fois-ci un lot de dix Z 6300 stationnées à Longueau. Elles sont engagées depuis Amiens sur des trains pour Rouen, Arras - Lille et Creil, ainsi que sur la ligne Creil - Compiègne - Tergnier. Permettant d'évincer des circulations de EAD X 4500 sous caténaire, leur accueil se fait, comme ailleurs, sans enthousiasme. Entre 1985 et 1992, la région Picardie investit 912 000 000 francs dans le matériel roulant et se place en 5e rang parmi les régions françaises (hors Île-de-France et Corse). Mais elle n'investit pas un centime dans la rénovation de l'infrastructure ferroviaire malgré des projets importants et des besoins urgents, comme la ligne de Persan - Beaumont à Beauvais. C'est la seule région dans ce cas, trois autres n'investissant toutefois que la somme symbolique de 300 000 francs. En somme, la Picardie se classe en 9e position pour les investissements ferroviaires.
Jusqu'à la régionalisation, sur le plan comptable, la SNCF distribue elle-même la compensation globale pour les dessertes régionales versée par l'État entre les régions. Il apparaît ainsi un solde négatif de 2 223 000 francs pour l'exercice 1992 et un solde également négatif de 11 354 000 francs pour l'exercice 1993, alors que la Picardie ne fait pas partie des dix régions ayant subi une baisse de trafic depuis 1990 et avait présenté des soldes clairement positifs de 1988 à 1990. Ces résultats ne sont publiés, avec des chiffres provisoires qui plus est, que courant 1994 respectivement en juin 1995. Les responsables de la SNCF ne parviennent pas à justifier de façon satisfaisante ces mauvais résultats, tout en demandant aux régions concernées de lui verser des contributions à concurrence des déficits. Cette expérience instille la méfiance des régions à l'égard de la SNCF, l'opacité des chiffres ne permettant pas d'exclure que cette dernière répercute les charges financières du réseau à grande vitesse sur les dessertes régionales. En 1996, année de référence pour le niveau d'offre retenue pour les conventions globales à venir, la Picardie présente une croissance de la fréquentation des trains nettement supérieure à la croissance de l'offre. En dépit de ceci, le déficit du TER Picardie est supérieure à la moyenne.
Dans le cadre du contrat de plan État/Picardie 1995/2000, le majeur projet d'infrastructure a été l'électrification de la ligne de Persan - Beaumont à Beauvais, ligne à double voie de 37 km. Malheureusement, les travaux d'une durée de quarante mois ne portent pas sur un relèvement de la vitesse, qui reste plafonnée à 100 km/h. À partir de la mise sous courant en 1999, l'exploitation est confiée à deux rames de voitures Corail réversibles, ainsi qu'à quatre RIO de huit caisses rénovées. Les locomotives BB 16500 sont insérées au milieu de deux segments de RIO, afin d'éviter aux conducteurs les conditions de travail jugés inacceptables dans les cabines. Un second grand projet terminé en 2000 porte sur la ligne Paris - Laon et plus particulièrement sur le renouvellement de l'infrastructure et de la signalisation. Ici la vitesse est relevée de 20 km/h entre Mitry et Crépy-en-Valois d'une part, et entre Crépy et Laon d'autre part, passant ainsi à 140 km/h respectivement 130 km/h. Finalement, une courte ligne, le raccordement stratégique de Jussy (Aisne) est remise en service en 1998, permettant la circulation de trains Amiens - Saint-Quentin sans rebroussement en gare de Tergnier, ce qui équivaut une économie de 10 min sur le temps de parcours. Sur le plan de la desserte, la Région retransfère le service omnibus de la relation Laon - Hirson sur le rail en 2000, prenant également en charge comme TER les anciens express ayant relevé du domaine commercial de la SNCF. Le nombre de trains hebdomadaires triple sur cette section.
Les expériences gagnées dans les six régions pilotes retenues en 1996 (et dont la Picardie ne fait pas partie) sont décisives pour la généralisation du conventionnement global des services TER par la loi relative à la solidarité et au renouvellement urbains (SRU), promulgué le 13 décembre 2000, à compter du 1er janvier 2002. Les régions deviennent ainsi autorités organisatrices de transports et se substituent à l'État pour le versement des contributions à la SNCF en vertu du trafic régional.

### Depuis la régionalisation en 2002

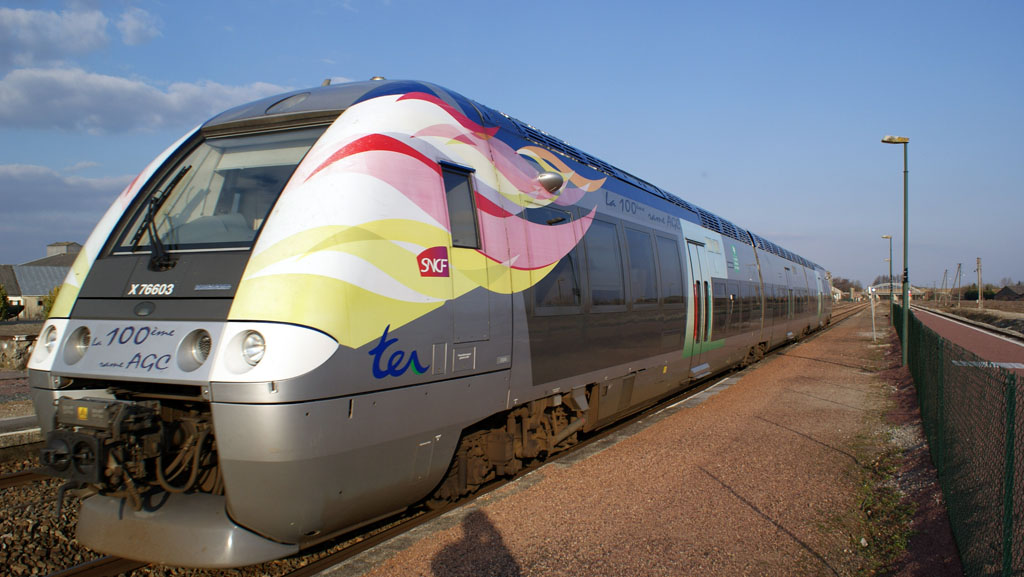
X76603/604 "100e rame AGC" du TER Picardie en gare de Chaulnes (80).

Début 2002, le Conseil régional devient autorité organisatrice de transports. Alors qu'il avait contesté le principe de régionalisation envisagé à la fin des années 1970, il est très favorable à cette réforme et multiplie les activités en faveur du transport ferroviaire. La modernisation d'autres lignes est entreprise : Amiens - Abbeville, Longueau - Tergnier et Amiens - Compiègne, allant de pair avec une refonte de l'offre. D'autres projets, tels que la rénovation de la ligne Creil - Beauvais, sont en préparation. Mais surtout, un problème majeur, la saturation des abords de la gare de Creil, nuisant à la ponctualité et limitant la capacité, attend toujours sa solution. Contrairement à la région Centre, la Picardie ne cherche apparemment pas à maîtriser les relations avec Paris, bien que Creil soit situé à seulement 50 km de Paris.

Le logo avant 2014.

Dans le but de mieux faire connaitre le réseau TER Picardie, les tarifs, les améliorations récentes et l'évolution du trafic, le Conseil régional organise entre février et décembre 2009 une opération « petits déjeuners ». Autour d'un petit café, chocolat et viennoiseries, les  voyageurs et abonnés sont alors invités de discuter avec des agents du Conseil régional et de la SNCF. Cette action a déjà eu lieu dans les gares de Marle-sur-Serre, Clermont de l'Oise, Thourotte, Longpré-les-Corps-Saints, Grandvilliers, Villers-Cotterêts, Méru, Ailly-sur-Noye, Noyon, Saint-Just-en-Chaussée, Albert, Marseille-en-Beauvaisis[réf. souhaitée].
À la suite de la fusion des régions en 2016, l'autorité organisatrice des transports régionaux est la région Hauts-de-France qui hérite de la propriété du matériel roulant[réf. nécessaire].

## Convention 2007/2012

### Contexte et objectifs

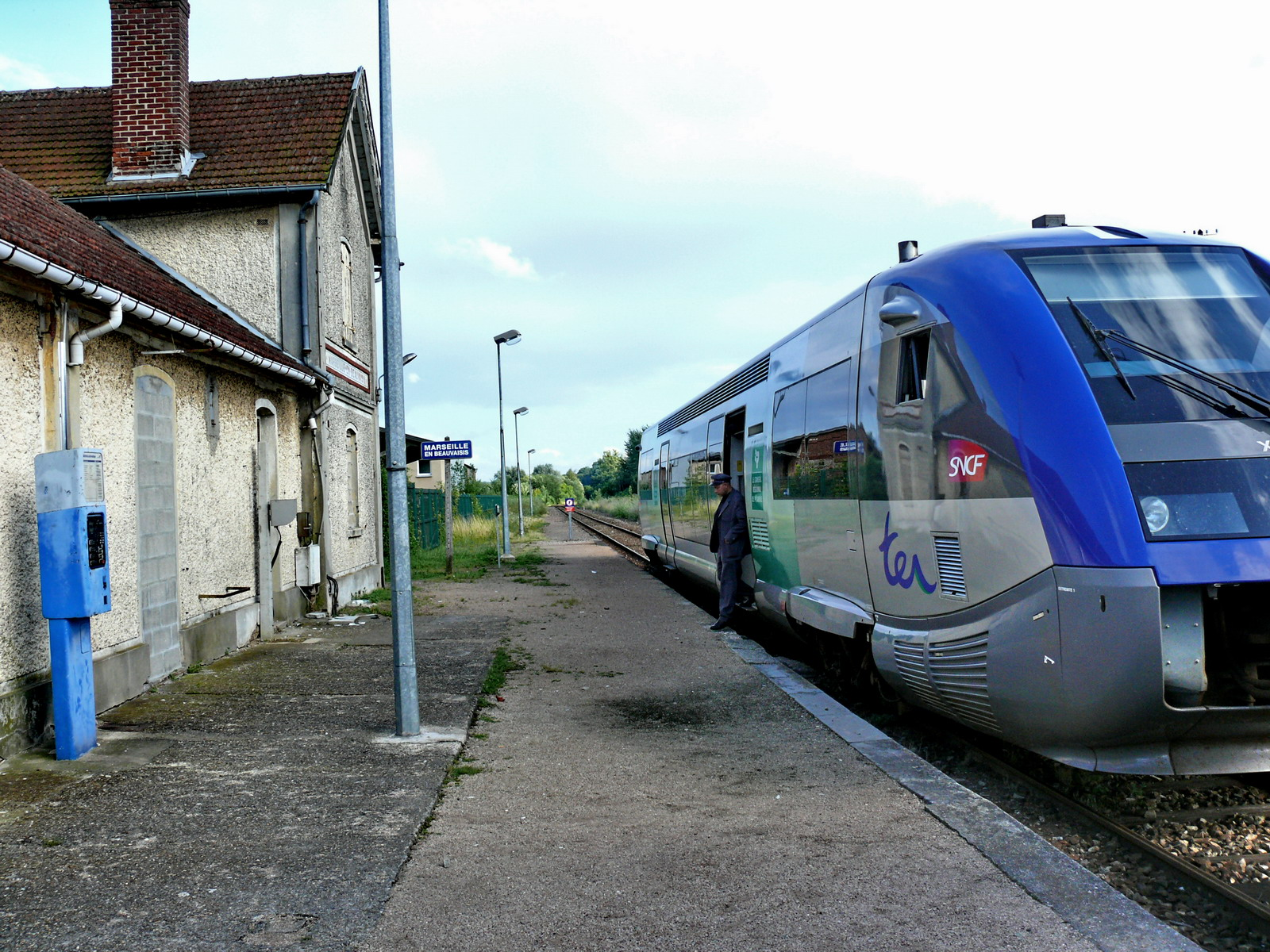
Autorail moderne X 73500 desservant la gare de Marseille-en-Beauvaisis à l'été 2007.

Le 2 avril 2007, la « Convention d’exploitation du service public régional de transport de voyageurs » entre la région Picardie et la SNCF a été signée pour une durée de cinq ans (2007-2012). Cette convention a pour but d’organiser au quotidien la relation contractuelle entre le donneur d’ordre (la région Picardie) et l’opérateur (la SNCF). La signature de cette nouvelle convention d’exploitation permet à la région Picardie d'afficher sa volonté d’offrir aux Picards le niveau de qualité de service auxquels ils s'attendent. C’est pourquoi l’accent est particulièrement mis sur les dispositifs incitant la SNCF à améliorer ses résultats.
La région Picardie définit le service qu’elle attend de la part de la SNCF, tant sur le plan de la quantité (nombre de dessertes et horaire) que sur le plan de la qualité (objectifs de régularité, de continuité du service public, de qualité des services dans les gares et à bord des trains). La convention stipule clairement les droits et obligations des deux partis contractuels. Elle précise surtout la manière de construire et de faire évoluer dans le temps le service de transport ferroviaire et le coût induit pour la Région.
La contribution financière régionale prévisionnelle pour 2007 s'est élevée à 129 580 000 € TTC. L’État devrait en contrepartie apporter une dotation d’environ 116 000 000 €, revue pour intégrer la desserte « Vallée de la Marne ». Le différentiel à la charge de la région Picardie sera d’environ 15 M€ en 2007.

### Les principes d’élaboration de la convention

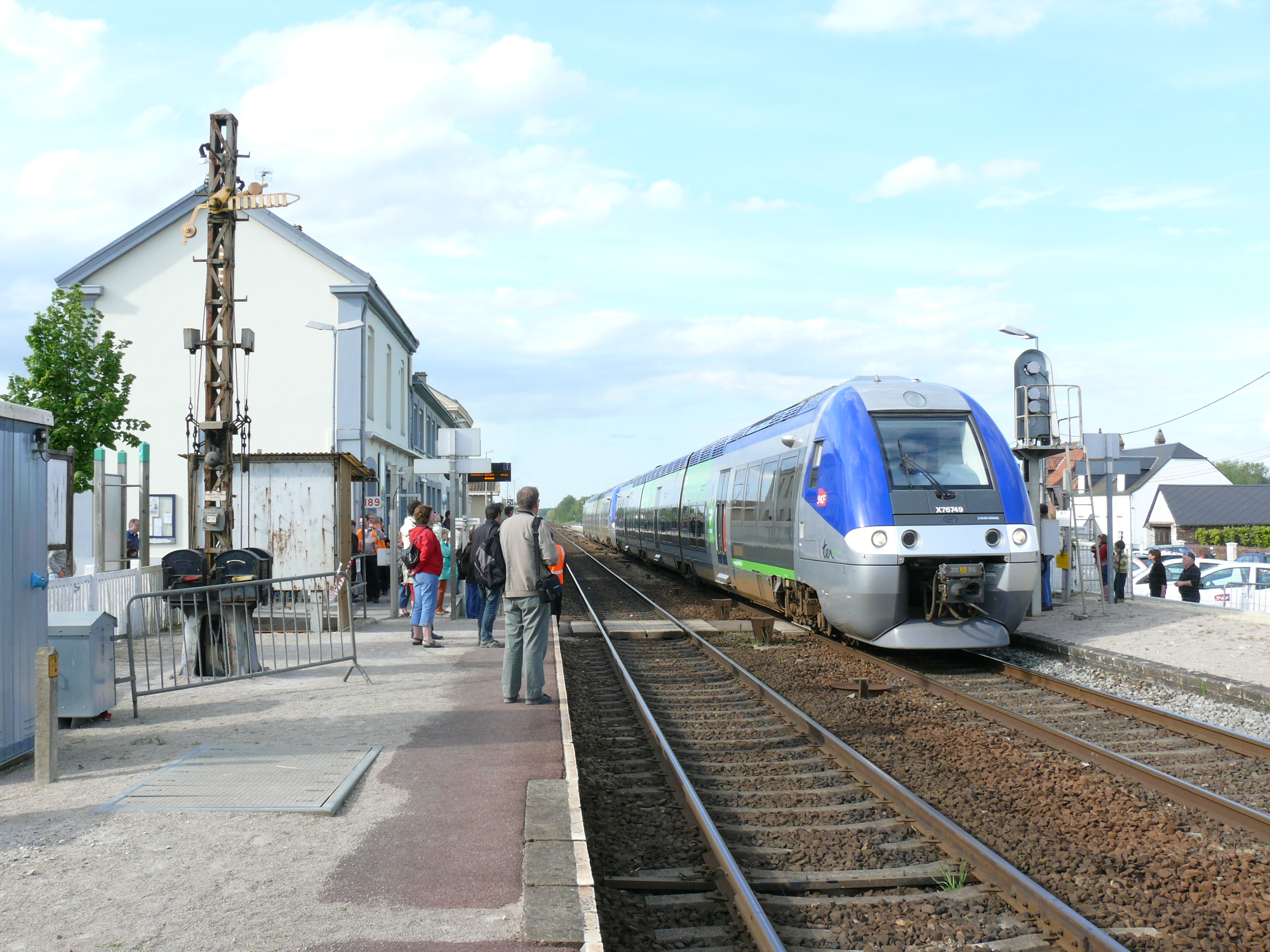
X76749/750 aux couleurs du Conseil régional de Picardie, en gare de Noyelles.

L’objectif de la région Picardie est de donner, au travers de cette nouvelle convention, les moyens nécessaires à la SNCF pour lui permettre de faire du transport ferroviaire un véritable service public, au service de tous les publics. Dans cet esprit, la relation contractuelle définie dans la présente convention est basée sur les principes directeurs suivants :
- L'usager est au centre des débats ;
- les relations entre l’autorité organisatrice (région Picardie) et le transporteur (SNCF) s’inscrivent dans une logique de client - fournisseur ;
- la région Picardie ne cogère pas le TER et respecte l’autonomie de gestion de la SNCF ;
- la non-ingérence de la SNCF dans le processus de décision de la région Picardie est posé ;
- la définition et la mise en place d’une qualité de service pour l’ensemble des prestations que la SNCF devra fournir, tant aux voyageurs qu'à l'autorité organisatrice de transports ;
- l'engagement forfaitaire sur l’ensemble du service maîtrisé par la SNCF, permettant le respect de ses équilibres financiers et la maîtrise de la contribution financière par la région Picardie.

Si cette nouvelle convention 2007-2012 s’inscrit de fait dans la continuité de la précédente, elle se distingue pourtant en traduisant un niveau d’exigence supérieur de la part de l’autorité organisatrice de transport sur les objectifs de qualité de service assignés à la SNCF. En effet, la Région a beaucoup investi sur le réseau ferroviaire : il est donc légitime qu’elle demande à la SNCF d’atteindre des objectifs de qualité de service plus ambitieux qu’en 2002. La Région sera particulièrement attentive à la fiabilité, la régularité, les services dans les gares et les trains, l'indemnisation des usagers, les actions correctives, l'affichage des résultats en gare[réf. souhaitée].

## Relations TER

### Par rail
Les dessertes ferroviaires TER Picardie couvrent la totalité des lignes classiques exploitées en service voyageurs au sein de la région et sont repérées par un chiffre dans le tableau ci-dessous. Ces chiffres sont les mêmes qu'utilisés pour le guide régional des transports et les fiches horaires. Les lignes avec desserte omnibus au départ ou à destination de Paris font en même temps partie du réseau Transilien et sont repérées par une lettre, mais la tarification Île-de-France ne s'applique pas au-delà de la dernière gare de cette région. Sur plusieurs lignes, notamment sur les relations no 21 et 25, le service par fer est complété par un service par autocars. Ces relations sont reprises dans le tableau consacré aux autocars.
Dans la colonne Horaires, sont indiqués le premier départ de la gare nommée en dernier lieu, et le dernier départ de la gare en dernier lieu (sans tenir compte des gares entre parenthèses). Est considérée comme fonctionnant en soirée une ligne dont le dernier départ a lieu après 20 h 30, si ce train effectue la totalité du parcours. Ces renseignements se portent sur le cas le plus représentatif, soit les jours du lundi au vendredi hors jours fériés. La durée du voyage peut varier en fonction des différents services, les horaires n'étant pas cadencés. Est indiquée la durée du voyage la plus représentative (sans tenir compte des gares entre parenthèses).
Il est à noter que les relations no 9, Reims - Meaux, et 17, Paris-Saint-Lazare - Gisors, n'ont ni leur gare d'origine ni leur gare de destination en Picardie, et ne disposent pas de lien ferroviaire avec le reste du réseau picard sans passer par d'autres régions. Quant à la relation no 10 « Vallée de la Marne », son terminus intermédiaire pour les trains de banlieue, Château-Thierry, se situe bien en Picardie, mais cette ligne n'est pas non plus directement reliée aux autres lignes picardes.
| 1     | Amiens ↔ Albert ↔ Arras ↔ Lille Flandres | Amiens ↔ Albert ↔ Arras ↔ Lille Flandres | Amiens ↔ Albert ↔ Arras ↔ Lille Flandres | Amiens ↔ Albert ↔ Arras ↔ Lille Flandres | Amiens ↔ Albert ↔ Arras ↔ Lille Flandres | Amiens ↔ Albert ↔ Arras ↔ Lille Flandres | Amiens ↔ Albert ↔ Arras ↔ Lille Flandres | Amiens ↔ Albert ↔ Arras ↔ Lille Flandres | Amiens ↔ Albert ↔ Arras ↔ Lille Flandres |  |  |  |  |  |  |  |  |
|       | Longueur 129 km | Durée 1 h 20 | Nb. arrêts 25 | Soirée / Dimanche - Férié · / | Horaires 6 h 02 – 20 h 34 | Réseau TER Picardie / Nord-Pas-de-Calais | | | |  |  |  |  |  |  |  |  |
|       | | | | | | | | | |  |  |  |  |  |  |  |  |
| 2     | Amiens ↔ Abancourt ↔ Serqueux ↔ Rouen Rive-Droite | Amiens ↔ Abancourt ↔ Serqueux ↔ Rouen Rive-Droite | Amiens ↔ Abancourt ↔ Serqueux ↔ Rouen Rive-Droite | Amiens ↔ Abancourt ↔ Serqueux ↔ Rouen Rive-Droite | Amiens ↔ Abancourt ↔ Serqueux ↔ Rouen Rive-Droite | Amiens ↔ Abancourt ↔ Serqueux ↔ Rouen Rive-Droite | Amiens ↔ Abancourt ↔ Serqueux ↔ Rouen Rive-Droite | Amiens ↔ Abancourt ↔ Serqueux ↔ Rouen Rive-Droite | Amiens ↔ Abancourt ↔ Serqueux ↔ Rouen Rive-Droite |  |  |  |  |  |  |  |  |
|       | Longueur 118,2 km | Durée 1 h 14 | Nb. arrêts 13 | Soirée / Dimanche - Férié · Non / | Horaires 6 h 18 – 18 h 27 | Réseau TER Picardie / Haute-Normandie | | | |  |  |  |  |  |  |  |  |
|       | | | | | | | | | |  |  |  |  |  |  |  |  |
| 3     | Lille-Flandres ↔ Douai ↔ Cambrai ↔ Caudry ↔ Busigny ↔ Saint-Quentin | Lille-Flandres ↔ Douai ↔ Cambrai ↔ Caudry ↔ Busigny ↔ Saint-Quentin | Lille-Flandres ↔ Douai ↔ Cambrai ↔ Caudry ↔ Busigny ↔ Saint-Quentin | Lille-Flandres ↔ Douai ↔ Cambrai ↔ Caudry ↔ Busigny ↔ Saint-Quentin | Lille-Flandres ↔ Douai ↔ Cambrai ↔ Caudry ↔ Busigny ↔ Saint-Quentin | Lille-Flandres ↔ Douai ↔ Cambrai ↔ Caudry ↔ Busigny ↔ Saint-Quentin | Lille-Flandres ↔ Douai ↔ Cambrai ↔ Caudry ↔ Busigny ↔ Saint-Quentin | Lille-Flandres ↔ Douai ↔ Cambrai ↔ Caudry ↔ Busigny ↔ Saint-Quentin | Lille-Flandres ↔ Douai ↔ Cambrai ↔ Caudry ↔ Busigny ↔ Saint-Quentin |  |  |  |  |  |  |  |  |
|       | Longueur 115,1 km | Durée 1 h 51 | Nb. arrêts 30 | Soirée / Dimanche - Férié · Non / | Horaires 5 h 05 - 20 h 06 | Réseau TER Nord-Pas-de-Calais / Picardie / Champagne-Ardenne | | | |  |  |  |  |  |  |  |  |
| 4     | Amiens ↔ Ham ↔ Tergnier ↔ Laon ↔ Reims | Amiens ↔ Ham ↔ Tergnier ↔ Laon ↔ Reims | Amiens ↔ Ham ↔ Tergnier ↔ Laon ↔ Reims | Amiens ↔ Ham ↔ Tergnier ↔ Laon ↔ Reims | Amiens ↔ Ham ↔ Tergnier ↔ Laon ↔ Reims | Amiens ↔ Ham ↔ Tergnier ↔ Laon ↔ Reims | Amiens ↔ Ham ↔ Tergnier ↔ Laon ↔ Reims | Amiens ↔ Ham ↔ Tergnier ↔ Laon ↔ Reims | Amiens ↔ Ham ↔ Tergnier ↔ Laon ↔ Reims |  |  |  |  |  |  |  |  |
|       | Longueur 159,1 km | Durée 2 h 25 | Nb. arrêts 22 | Soirée / Dimanche - Férié · Non / | Horaires 6 h 43 - 18 h 18 | Réseau TER Picardie / Champagne-Ardenne | | | |  |  |  |  |  |  |  |  |
| 5     | Laon ↔ Marle-sur-Serre ↔ Hirson | Laon ↔ Marle-sur-Serre ↔ Hirson | Laon ↔ Marle-sur-Serre ↔ Hirson | Laon ↔ Marle-sur-Serre ↔ Hirson | Laon ↔ Marle-sur-Serre ↔ Hirson | Laon ↔ Marle-sur-Serre ↔ Hirson | Laon ↔ Marle-sur-Serre ↔ Hirson | Laon ↔ Marle-sur-Serre ↔ Hirson | Laon ↔ Marle-sur-Serre ↔ Hirson |  |  |  |  |  |  |  |  |
|       | Longueur 56,5 km | Durée 0 h 51 | Nb. arrêts 10 | Soirée / Dimanche - Férié · / | Horaires 5 h 41 - 20 h 36 | Réseau TER Picardie | | | |  |  |  |  |  |  |  |  |
| 6     | Paris-Nord ↔ Crépy-en-Valois ↔ Soissons ↔ Laon / Paris-Nord ↔ Crépy-en-Valois : (Certifié NF service par Afnor sur la base de la norme EN 13816)                                                                       | Paris-Nord ↔ Crépy-en-Valois ↔ Soissons ↔ Laon / Paris-Nord ↔ Crépy-en-Valois : (Certifié NF service par Afnor sur la base de la norme EN 13816)                                                                       | Paris-Nord ↔ Crépy-en-Valois ↔ Soissons ↔ Laon / Paris-Nord ↔ Crépy-en-Valois : (Certifié NF service par Afnor sur la base de la norme EN 13816)                                                                       | Paris-Nord ↔ Crépy-en-Valois ↔ Soissons ↔ Laon / Paris-Nord ↔ Crépy-en-Valois : (Certifié NF service par Afnor sur la base de la norme EN 13816)                                                                       | Paris-Nord ↔ Crépy-en-Valois ↔ Soissons ↔ Laon / Paris-Nord ↔ Crépy-en-Valois : (Certifié NF service par Afnor sur la base de la norme EN 13816)                                                                       | Paris-Nord ↔ Crépy-en-Valois ↔ Soissons ↔ Laon / Paris-Nord ↔ Crépy-en-Valois : (Certifié NF service par Afnor sur la base de la norme EN 13816)                                                                       | Paris-Nord ↔ Crépy-en-Valois ↔ Soissons ↔ Laon / Paris-Nord ↔ Crépy-en-Valois : (Certifié NF service par Afnor sur la base de la norme EN 13816)                                                                       | Paris-Nord ↔ Crépy-en-Valois ↔ Soissons ↔ Laon / Paris-Nord ↔ Crépy-en-Valois : (Certifié NF service par Afnor sur la base de la norme EN 13816)                                                                       | Paris-Nord ↔ Crépy-en-Valois ↔ Soissons ↔ Laon / Paris-Nord ↔ Crépy-en-Valois : (Certifié NF service par Afnor sur la base de la norme EN 13816)                                                                       |  |  |  |  |  |  |  |  |
|       | Longueur 140,0 km | Durée 1 h 35 | Nb. arrêts 21 | Soirée / Dimanche - Férié · / | Horaires 5 h 10 - 21 h 16 | Réseau Transilien / TER Picardie | | | |  |  |  |  |  |  |  |  |
| 9     | Reims ↔ Fismes ↔ La Ferté-Milon ↔ Meaux (↔ Paris-Est) / La Ferté-Milon ↔ Meaux : | Reims ↔ Fismes ↔ La Ferté-Milon ↔ Meaux (↔ Paris-Est) / La Ferté-Milon ↔ Meaux : | Reims ↔ Fismes ↔ La Ferté-Milon ↔ Meaux (↔ Paris-Est) / La Ferté-Milon ↔ Meaux : | Reims ↔ Fismes ↔ La Ferté-Milon ↔ Meaux (↔ Paris-Est) / La Ferté-Milon ↔ Meaux : | Reims ↔ Fismes ↔ La Ferté-Milon ↔ Meaux (↔ Paris-Est) / La Ferté-Milon ↔ Meaux : | Reims ↔ Fismes ↔ La Ferté-Milon ↔ Meaux (↔ Paris-Est) / La Ferté-Milon ↔ Meaux : | Reims ↔ Fismes ↔ La Ferté-Milon ↔ Meaux (↔ Paris-Est) / La Ferté-Milon ↔ Meaux : | Reims ↔ Fismes ↔ La Ferté-Milon ↔ Meaux (↔ Paris-Est) / La Ferté-Milon ↔ Meaux : | Reims ↔ Fismes ↔ La Ferté-Milon ↔ Meaux (↔ Paris-Est) / La Ferté-Milon ↔ Meaux : |  |  |  |  |  |  |  |  |
|       | Longueur 111,8 km | Durée 1 h 50 | Nb. arrêts 23 | Soirée / Dimanche - Férié · Non / | Horaires (pas de desserte directe) | Réseau TER Champagne-Ardenne / TER Picardie / Transilien | | | |  |  |  |  |  |  |  |  |
| 10    | Paris-Est ↔ Meaux ↔ Château-Thierry ↔ Épernay ↔ Châlons-en-Champagne ↔ Vitry-le-François TER Vallée de la Marne (Certifié NF service par Afnor sur la base de la norme EN 13816) Paris-Est ↔ Meaux ↔ Château-Thierry : | Paris-Est ↔ Meaux ↔ Château-Thierry ↔ Épernay ↔ Châlons-en-Champagne ↔ Vitry-le-François TER Vallée de la Marne (Certifié NF service par Afnor sur la base de la norme EN 13816) Paris-Est ↔ Meaux ↔ Château-Thierry : | Paris-Est ↔ Meaux ↔ Château-Thierry ↔ Épernay ↔ Châlons-en-Champagne ↔ Vitry-le-François TER Vallée de la Marne (Certifié NF service par Afnor sur la base de la norme EN 13816) Paris-Est ↔ Meaux ↔ Château-Thierry : | Paris-Est ↔ Meaux ↔ Château-Thierry ↔ Épernay ↔ Châlons-en-Champagne ↔ Vitry-le-François TER Vallée de la Marne (Certifié NF service par Afnor sur la base de la norme EN 13816) Paris-Est ↔ Meaux ↔ Château-Thierry : | Paris-Est ↔ Meaux ↔ Château-Thierry ↔ Épernay ↔ Châlons-en-Champagne ↔ Vitry-le-François TER Vallée de la Marne (Certifié NF service par Afnor sur la base de la norme EN 13816) Paris-Est ↔ Meaux ↔ Château-Thierry : | Paris-Est ↔ Meaux ↔ Château-Thierry ↔ Épernay ↔ Châlons-en-Champagne ↔ Vitry-le-François TER Vallée de la Marne (Certifié NF service par Afnor sur la base de la norme EN 13816) Paris-Est ↔ Meaux ↔ Château-Thierry : | Paris-Est ↔ Meaux ↔ Château-Thierry ↔ Épernay ↔ Châlons-en-Champagne ↔ Vitry-le-François TER Vallée de la Marne (Certifié NF service par Afnor sur la base de la norme EN 13816) Paris-Est ↔ Meaux ↔ Château-Thierry : | Paris-Est ↔ Meaux ↔ Château-Thierry ↔ Épernay ↔ Châlons-en-Champagne ↔ Vitry-le-François TER Vallée de la Marne (Certifié NF service par Afnor sur la base de la norme EN 13816) Paris-Est ↔ Meaux ↔ Château-Thierry : | Paris-Est ↔ Meaux ↔ Château-Thierry ↔ Épernay ↔ Châlons-en-Champagne ↔ Vitry-le-François TER Vallée de la Marne (Certifié NF service par Afnor sur la base de la norme EN 13816) Paris-Est ↔ Meaux ↔ Château-Thierry : |  |  |  |  |  |  |  |  |
|       | Longueur 204,9 km | Durée 1 h 52 | Nb. arrêts 6 | Soirée / Dimanche - Férié · / | Horaires 6 h 58 - 21 h 36 | Réseau Transilien / TER Picardie / Champagne-Ardenne | | | |  |  |  |  |  |  |  |  |
| 12    | Paris-Nord ↔ Creil ↔ Compiègne ↔ Tergnier ↔ Saint-Quentin | Paris-Nord ↔ Creil ↔ Compiègne ↔ Tergnier ↔ Saint-Quentin | Paris-Nord ↔ Creil ↔ Compiègne ↔ Tergnier ↔ Saint-Quentin | Paris-Nord ↔ Creil ↔ Compiègne ↔ Tergnier ↔ Saint-Quentin | Paris-Nord ↔ Creil ↔ Compiègne ↔ Tergnier ↔ Saint-Quentin | Paris-Nord ↔ Creil ↔ Compiègne ↔ Tergnier ↔ Saint-Quentin | Paris-Nord ↔ Creil ↔ Compiègne ↔ Tergnier ↔ Saint-Quentin | Paris-Nord ↔ Creil ↔ Compiègne ↔ Tergnier ↔ Saint-Quentin | Paris-Nord ↔ Creil ↔ Compiègne ↔ Tergnier ↔ Saint-Quentin |  |  |  |  |  |  |  |  |
|       | Longueur 153,4 km | Durée 1 h 40 | Nb. arrêts 24 | Soirée / Dimanche - Férié · / | Horaires 5 h 13 - 22 h 07 | Réseau TER Picardie | | | |  |  |  |  |  |  |  |  |
| 16    | Amiens ↔ Montdidier ↔ Compiègne (Certifié NF service par Afnor sur la base de la norme EN 13816) | Amiens ↔ Montdidier ↔ Compiègne (Certifié NF service par Afnor sur la base de la norme EN 13816) | Amiens ↔ Montdidier ↔ Compiègne (Certifié NF service par Afnor sur la base de la norme EN 13816) | Amiens ↔ Montdidier ↔ Compiègne (Certifié NF service par Afnor sur la base de la norme EN 13816) | Amiens ↔ Montdidier ↔ Compiègne (Certifié NF service par Afnor sur la base de la norme EN 13816) | Amiens ↔ Montdidier ↔ Compiègne (Certifié NF service par Afnor sur la base de la norme EN 13816) | Amiens ↔ Montdidier ↔ Compiègne (Certifié NF service par Afnor sur la base de la norme EN 13816) | Amiens ↔ Montdidier ↔ Compiègne (Certifié NF service par Afnor sur la base de la norme EN 13816) | Amiens ↔ Montdidier ↔ Compiègne (Certifié NF service par Afnor sur la base de la norme EN 13816) |  |  |  |  |  |  |  |  |
|       | Longueur 68,5 km | Durée 1 h 02 | Nb. arrêts 12 | Soirée / Dimanche - Férié · Non / | Horaires 5 h 48 - 19 h 43 | Réseau TER Picardie | | | |  |  |  |  |  |  |  |  |
| 19    | Paris-Nord ↔ Persan Beaumont ↔ Chambly ↔ Méru ↔ Beauvais (Certifié NF service par Afnor sur la base de la norme EN 13816)                                                                                              | Paris-Nord ↔ Persan Beaumont ↔ Chambly ↔ Méru ↔ Beauvais (Certifié NF service par Afnor sur la base de la norme EN 13816)                                                                                              | Paris-Nord ↔ Persan Beaumont ↔ Chambly ↔ Méru ↔ Beauvais (Certifié NF service par Afnor sur la base de la norme EN 13816)                                                                                              | Paris-Nord ↔ Persan Beaumont ↔ Chambly ↔ Méru ↔ Beauvais (Certifié NF service par Afnor sur la base de la norme EN 13816)                                                                                              | Paris-Nord ↔ Persan Beaumont ↔ Chambly ↔ Méru ↔ Beauvais (Certifié NF service par Afnor sur la base de la norme EN 13816)                                                                                              | Paris-Nord ↔ Persan Beaumont ↔ Chambly ↔ Méru ↔ Beauvais (Certifié NF service par Afnor sur la base de la norme EN 13816)                                                                                              | Paris-Nord ↔ Persan Beaumont ↔ Chambly ↔ Méru ↔ Beauvais (Certifié NF service par Afnor sur la base de la norme EN 13816)                                                                                              | Paris-Nord ↔ Persan Beaumont ↔ Chambly ↔ Méru ↔ Beauvais (Certifié NF service par Afnor sur la base de la norme EN 13816)                                                                                              | Paris-Nord ↔ Persan Beaumont ↔ Chambly ↔ Méru ↔ Beauvais (Certifié NF service par Afnor sur la base de la norme EN 13816)                                                                                              |  |  |  |  |  |  |  |  |
|       | Longueur 78,6 km | Durée 1 h 18 | Nb. arrêts 10 | Soirée / Dimanche - Férié · / | Horaires 5 h 13 - 21 h 01 | Réseau TER Picardie | | | |  |  |  |  |  |  |  |  |
| 20    | Creil ↔ Montataire ↔ Mouy - Bury ↔ Beauvais | Creil ↔ Montataire ↔ Mouy - Bury ↔ Beauvais | Creil ↔ Montataire ↔ Mouy - Bury ↔ Beauvais | Creil ↔ Montataire ↔ Mouy - Bury ↔ Beauvais | Creil ↔ Montataire ↔ Mouy - Bury ↔ Beauvais | Creil ↔ Montataire ↔ Mouy - Bury ↔ Beauvais | Creil ↔ Montataire ↔ Mouy - Bury ↔ Beauvais | Creil ↔ Montataire ↔ Mouy - Bury ↔ Beauvais | Creil ↔ Montataire ↔ Mouy - Bury ↔ Beauvais |  |  |  |  |  |  |  |  |
|       | Longueur 37,1 km | Durée 0 h 50 | Nb. arrêts 12 | Soirée / Dimanche - Férié · Non / | Horaires 5 h 31 - 20 h 02 | Réseau TER Picardie | | | |  |  |  |  |  |  |  |  |
| 21    | Beauvais ↔ Abancourt ↔ Eu ↔ Le Tréport-Mers | Beauvais ↔ Abancourt ↔ Eu ↔ Le Tréport-Mers | Beauvais ↔ Abancourt ↔ Eu ↔ Le Tréport-Mers | Beauvais ↔ Abancourt ↔ Eu ↔ Le Tréport-Mers | Beauvais ↔ Abancourt ↔ Eu ↔ Le Tréport-Mers | Beauvais ↔ Abancourt ↔ Eu ↔ Le Tréport-Mers | Beauvais ↔ Abancourt ↔ Eu ↔ Le Tréport-Mers | Beauvais ↔ Abancourt ↔ Eu ↔ Le Tréport-Mers | Beauvais ↔ Abancourt ↔ Eu ↔ Le Tréport-Mers |  |  |  |  |  |  |  |  |
|       | Longueur 104,0 km | Durée 1 h 36 | Nb. arrêts 13 | Soirée / Dimanche - Férié · Non / | Horaires 5 h 49 - 18 h 35 | Réseau TER Picardie / Haute-Normandie | | | |  |  |  |  |  |  |  |  |
| 22 23 | Paris-Nord ↔ Creil ↔ Clermont-de-l'Oise ↔ Saint-Just-en-Chaussée ↔ Amiens (Paris-Nord ↔ Creil : tous les trains voir 23 ; voir aussi )                                                                                 | Paris-Nord ↔ Creil ↔ Clermont-de-l'Oise ↔ Saint-Just-en-Chaussée ↔ Amiens (Paris-Nord ↔ Creil : tous les trains voir 23 ; voir aussi )                                                                                 | Paris-Nord ↔ Creil ↔ Clermont-de-l'Oise ↔ Saint-Just-en-Chaussée ↔ Amiens (Paris-Nord ↔ Creil : tous les trains voir 23 ; voir aussi )                                                                                 | Paris-Nord ↔ Creil ↔ Clermont-de-l'Oise ↔ Saint-Just-en-Chaussée ↔ Amiens (Paris-Nord ↔ Creil : tous les trains voir 23 ; voir aussi )                                                                                 | Paris-Nord ↔ Creil ↔ Clermont-de-l'Oise ↔ Saint-Just-en-Chaussée ↔ Amiens (Paris-Nord ↔ Creil : tous les trains voir 23 ; voir aussi )                                                                                 | Paris-Nord ↔ Creil ↔ Clermont-de-l'Oise ↔ Saint-Just-en-Chaussée ↔ Amiens (Paris-Nord ↔ Creil : tous les trains voir 23 ; voir aussi )                                                                                 | Paris-Nord ↔ Creil ↔ Clermont-de-l'Oise ↔ Saint-Just-en-Chaussée ↔ Amiens (Paris-Nord ↔ Creil : tous les trains voir 23 ; voir aussi )                                                                                 | Paris-Nord ↔ Creil ↔ Clermont-de-l'Oise ↔ Saint-Just-en-Chaussée ↔ Amiens (Paris-Nord ↔ Creil : tous les trains voir 23 ; voir aussi )                                                                                 | Paris-Nord ↔ Creil ↔ Clermont-de-l'Oise ↔ Saint-Just-en-Chaussée ↔ Amiens (Paris-Nord ↔ Creil : tous les trains voir 23 ; voir aussi )                                                                                 |  |  |  |  |  |  |  |  |
|       | Longueur 130,6 km | Durée 1 h 40 | Nb. arrêts 17 | Soirée / Dimanche - Férié · / | Horaires 5 h 09 - 22 h 28 - (1 h 40 pour le ) | Réseau TER Picardie / Transilien | | | |  |  |  |  |  |  |  |  |
| 24    | Amiens ↔ Abbeville ↔ Rue ↔ Boulogne ↔ Calais (Amiens ↔ Rue : Certifié NF service par Afnor sur la base de la norme EN 13816)                                                                                           | Amiens ↔ Abbeville ↔ Rue ↔ Boulogne ↔ Calais (Amiens ↔ Rue : Certifié NF service par Afnor sur la base de la norme EN 13816)                                                                                           | Amiens ↔ Abbeville ↔ Rue ↔ Boulogne ↔ Calais (Amiens ↔ Rue : Certifié NF service par Afnor sur la base de la norme EN 13816)                                                                                           | Amiens ↔ Abbeville ↔ Rue ↔ Boulogne ↔ Calais (Amiens ↔ Rue : Certifié NF service par Afnor sur la base de la norme EN 13816)                                                                                           | Amiens ↔ Abbeville ↔ Rue ↔ Boulogne ↔ Calais (Amiens ↔ Rue : Certifié NF service par Afnor sur la base de la norme EN 13816)                                                                                           | Amiens ↔ Abbeville ↔ Rue ↔ Boulogne ↔ Calais (Amiens ↔ Rue : Certifié NF service par Afnor sur la base de la norme EN 13816)                                                                                           | Amiens ↔ Abbeville ↔ Rue ↔ Boulogne ↔ Calais (Amiens ↔ Rue : Certifié NF service par Afnor sur la base de la norme EN 13816)                                                                                           | Amiens ↔ Abbeville ↔ Rue ↔ Boulogne ↔ Calais (Amiens ↔ Rue : Certifié NF service par Afnor sur la base de la norme EN 13816)                                                                                           | Amiens ↔ Abbeville ↔ Rue ↔ Boulogne ↔ Calais (Amiens ↔ Rue : Certifié NF service par Afnor sur la base de la norme EN 13816)                                                                                           |  |  |  |  |  |  |  |  |
|       | Longueur 163,9 km | Durée 1 h 58 | Nb. arrêts 21 | Soirée / Dimanche - Férié · Non / | Horaires 5 h 25 - 21 h 36 | Réseau TER Picardie / Nord-Pas-de-Calais | | | |  |  |  |  |  |  |  |  |
| 25    | Abbeville ↔ Le Tréport-Mers | Abbeville ↔ Le Tréport-Mers | Abbeville ↔ Le Tréport-Mers | Abbeville ↔ Le Tréport-Mers | Abbeville ↔ Le Tréport-Mers | Abbeville ↔ Le Tréport-Mers | Abbeville ↔ Le Tréport-Mers | Abbeville ↔ Le Tréport-Mers | Abbeville ↔ Le Tréport-Mers |  |  |  |  |  |  |  |  |
|       | Longueur 37,1 km | Durée 0 h 49 | Nb. arrêts 9 | Soirée / Dimanche - Férié · Non / | Horaires 6 h 28 - 18 h 56 | Réseau TER Picardie | | | |  |  |  |  |  |  |  |  |
| 35    | Charleville-Mézières ↔ Hirson ↔ Aulnoye-Aymeries ↔ Valenciennes ↔ Lille-Flandres | Charleville-Mézières ↔ Hirson ↔ Aulnoye-Aymeries ↔ Valenciennes ↔ Lille-Flandres | Charleville-Mézières ↔ Hirson ↔ Aulnoye-Aymeries ↔ Valenciennes ↔ Lille-Flandres | Charleville-Mézières ↔ Hirson ↔ Aulnoye-Aymeries ↔ Valenciennes ↔ Lille-Flandres | Charleville-Mézières ↔ Hirson ↔ Aulnoye-Aymeries ↔ Valenciennes ↔ Lille-Flandres | Charleville-Mézières ↔ Hirson ↔ Aulnoye-Aymeries ↔ Valenciennes ↔ Lille-Flandres | Charleville-Mézières ↔ Hirson ↔ Aulnoye-Aymeries ↔ Valenciennes ↔ Lille-Flandres | Charleville-Mézières ↔ Hirson ↔ Aulnoye-Aymeries ↔ Valenciennes ↔ Lille-Flandres | Charleville-Mézières ↔ Hirson ↔ Aulnoye-Aymeries ↔ Valenciennes ↔ Lille-Flandres |  |  |  |  |  |  |  |  |
|       | Longueur 182 km | Durée 2 h 45 | Nb. arrêts 22 | Soirée / Dimanche - Férié · / | Horaires 5 h 35 - 20 h 49 | Réseau TER Champagne-Ardenne / Nord-Pas-de-Calais | | | |  |  |  |  |  |  |  |  |

### Par autocar

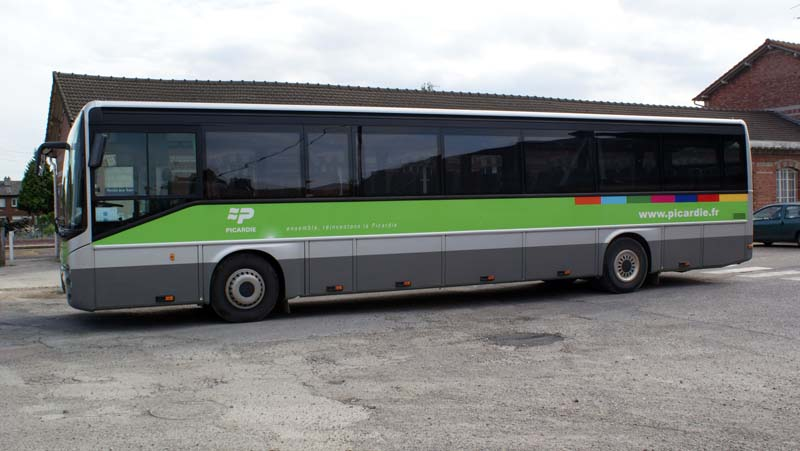
Car de la ligne 15 (Montdidier - Chaulnes - Roisel) en gare de Chaulnes (80).

Les lignes routières TER Picardie appartiennent à trois types différents. Les relations no 8, 14 et 15 sont des services de substitution à des dessertes par train le long de lignes fermées. Elles sont sorties du conventionnement avec la SNCF et sont gérées directement par la région Picardie. Les relations no 30, 31 et 32 sont des lignes express initiées par le Conseil régional de Picardie et ne desservent qu'un nombre limité d'arrêts. Les relations marquées avec un numéro sur fond bleu portant les no 12, 20, 21, 24 et 25 sont principalement desservies par fer, mais comportent des services par autocar pendant les heures à demande faible (avec un nombre d'autocars deux fois plus important que le nombre de trains sur la relation no 25). Les cars affectés à ces services complémentaires au service par train sont les seuls à arborer la livrée TER SNCF. Le tarif SNCF s'applique toutefois à l'ensemble des lignes citées, et des billets peuvent également été retirés auprès du chauffeur.
Les lignes no 33 et 34 ne font pas partie du réseau TER Picardie et ne sont mentionnées qu'à titre indicatif. Elles sont à accès restreint, n'admettant que des voyageurs munis d'un billet TGV à l'origine ou à destination de la gare TGV Haute-Picardie. Elles ne desservent aucun arrêt intermédiaire.
|    | Parcours |
| -- | --- |
| 8  | Laon ↔ Rozoy-sur-Serre (salle des fêtes) (↔ Liart par taxi TER)                                                                    |
| 12 | Busigny ↔ Saint-Quentin et Ribécourt ↔ Compiègne (1 aller / jour dans un seul sens)                                                |
| 14 | Saint Just en Chaussée ↔ Montdidier                                                                                                |
| 15 | Montdidier ↔ Chaulnes ↔ Roisel |
| 20 | Gare de Creil ↔ Gare de Beauvais (1 aller / jour, 1 retour / semaine)                                                              |
| 21 | Beauvais ↔ Abancourt (jusqu'à 4 aller-retours / jour) et Blangy-sur-Bresle ↔ Le Tréport-Mers (1 aller / semaine dans un seul sens) |
| 24 | Abbeville ↔ Rue (1 aller et 2 retours / jour)                                                                                      |
| 25 | Abbeville ↔ Le Tréport-Mers (5 aller-retours / jour)                                                                               |
| 30 | Amiens ↔ Beauvais |
| 31 | Creil ↔ Senlis ↔ Roissypôle |
| 32 | Soissons ↔ Crépy-en-Valois ↔ Nanteuil-le-Haudouin ↔ Roissypôle                                                                     |
| 33 | Amiens ↔ TGV Haute Picardie (accès réservé aux voyageurs munis de billets TGV)                                                     |
| 34 | Saint-Quentin ↔ TGV Haute Picardie (accès réservé aux voyageurs munis de billets TGV)                                              |

## Tarification
Les tarifs valables sur l'échelle nationale s'appliquent sur le TER Picardie également. En complément, la région propose des formules tarifaires spécifiques, pour partie en collaboration avec les transports urbains de certaines villes (tarifs multimodaux). Les tarifs régionaux se divisent en tarifs tout public et tarifs soumis à des conditions d'éligibilité. Les tarifs régionaux sont également applicables sur les relations avec l'Île-de-France.

### Classe unique
Faisant face à une augmentation du trafic, et devant l'absence de matériel offrant un nombre de places suffisant en période de pointe, la Région a voté en avril 2012 la suspension de la 1re classe dans les TER picards, à la suite des Assises régionales du train de 2011, avec application au 1er septembre 2012. Les TER Vallée de la Marne ont été exclus de cette mesure et proposent donc toujours des places en première classe et seconde classe.

### Tarifs tout public
Picardie Pass Évasion est une carte de réduction nominative, valable pendant un an et vendue au prix de 30 € (2012). Elle donne droit à 25 % de réduction pour les voyages effectués à bord des trains TER au sein de la région Picardie, ainsi que sur la ligne TER Vallée de la Marne entre Château-Thierry et Paris-Est. Le week-end et les jours fériés, la réduction passe à 50 %, et la carte donne également droit à des allers-retours dans la journée vers Paris. Les billets doivent être achetés dans une gare picarde ou à Paris-Nord. Outre le titulaire de la carte, jusqu'à trois autres personnes l'accompagnant peuvent bénéficier des mêmes avantages.
Sous le titre Picardie Pass'Évasion / Les trains à la mer, les week-ends des vacances scolaires, des réductions sont accordées pour les destinations de la côte Picarde, à condition que l'aller-retour soit effectué dans la journée. Certains autocars en correspondance et des trains spéciaux sont mis en place, et des partenaires locaux proposent des réductions supplémentaires. En 2009, pendant trois week-ends du mois de juin, un forfait de libre circulation a été proposé à un prix très avantageux de dix euros, mais cette expérimentation est restée sans lendemain[réf. souhaitée].

### Tarifs soumis à des conditions d'éligibilité
Les abonnements de travail très avantageux ne s'appliquant pas à des trajets supérieurs à 75 km, la Région a mis en place la gamme Picardie Pass'Mobilité avec les abonnements Picardie Pass’Actifs. Ils s’adressent à tous les salariés picards effectuant un trajet supérieur à 75 km pour se rendre sur leur lieu de travail. Proposés sous la forme d'abonnements hebdomadaires, mensuels et annuels, ils permettent de bénéficier d'une réduction de 30 % à 40 % sur le plein tarif de la SNCF. En fonction de la destination, ils se déclinent en plusieurs formules : intra Picardie; à destination des gares de Paris-Nord et Paris-Est; à destination d'une autre gare d'Île-de-France, sous forme d'abonnement annuel uniquement; ainsi que vers une gare des régions voisines Haute-Normandie, Nord-Pas-de-Calais et Champagne-Ardenne.
Les détenteurs d'abonnements de travail SNCF ou d'abonnements Picardie Pass'Actifs utilisant les transports en commun d'Abbeville, Saint-Quentin et Soissons peuvent opter pour un abonnement mensuel unique combinant TER et bus urbains, plus avantageux que deux abonnements séparés.
Picardie Pass’Études permet aux étudiants non rémunérés de moins de vingt-six ans de bénéficier de 50 % de réduction sur l'abonnement SNCF (élèves, apprentis, étudiants), entre le lieu de résidence (obligatoirement en Picardie) et le lieu d'études (en Picardie ou dans une région limitrophe : Nord-Pas-de-Calais, Champagne-Ardenne, Île-de-France et Haute-Normandie). Les étudiants boursiers peuvent bénéficier de la gratuité après étude du dossier.
Picardie Pass’Emploi permet aux demandeurs d’emplois de se rendre gratuitement à un entretien d'embauche en Picardie ainsi qu'à Paris, Lille, Rouen, Reims, Arras, Cambrai, Douai, Valenciennes et Dammartin-en-Goële. Les cars « Picardie-Roissy » sont inclus dans le dispositif. Pour obtenir le titre de transport, il faut se rendre à l'agence Pôle emploi muni de la convocation à un entretien d'embauche et demander un bon Picardie Pass'Emploi, échangeable gratuitement dans un billet aux guichets des gares et auprès des chauffeurs des cars TER.

## Matériel roulant
Au 27 août 2017, dernier jour du réseau TER Picardie avant sa fusion avec le réseau TER Nord-Pas-de-Calais pour former le réseau TER Hauts-de-France, le parc roulant se composait de 15 locomotives électriques BB 15000, deux locomotives électriques BB 22200, 6 automoteurs X 72500, 12 autorails X 73500, 29 autorails grande capacité diesel X 76500 et 16 bimode B 82500, 23 automotrices électriques Z 26500 (TER 2NNG) et 17 automotrices bimode B 84500.

### Matériel actuel

#### Matériel automotrice
- Depuis fin mars 2010, les premières livraisons du matériel bi-mode B 82500 ont débuté, le réseau TER Picardie a été doté de 16 rames. La mise en service commercial a commencé au mois de juin ; elles assureront, dans un premier temps, les relations  Creil - Busigny, Creil - Amiens, Amiens - St Quentin et Amiens - Compiègne ;
- En décembre 2009, quatre BB 16000 (voir liste déroulante ci-dessus) ont été cédées à TER Picardie ;
- Au 1er juin 2010, la région Picardie a reçu la totalité de sa commande de TER 2N NG.
- Au 1er août 2010, l'ensemble du matériel RIO 80 (à savoir trois RIO NPDC à trois caisses et sept RIO 80 à quatre caisses (B01 à B04 et B06 à B08), bien que modernisé en 1999-2000, et les deux BB 16500 ont été également retirés du parc TER Picardie.
- Depuis la mi-août 2010, les dernières BB 16500 ont cessé leurs exploitations sur le réseau TER Picardie.
- Depuis 2011, les BB 16000 ont été transférées à l'activité Intercités.
- Depuis septembre 2011, les rames "VO2N" ont toutes été cédées à la région Centre
- Depuis début 2013, toutes les Z 26500 sont transférées au dépôt de Longueau
- Septembre 2014, l'arrivée et la mise en circulation des Régiolis font progressivement disparaitre les rames Corail TER ainsi que les BB 67400 (1 rame de 7 voitures corail retirée de la circulation et la BB 67451 transférée au Transilien).
- 14 septembre : 3 Régiolis TER Basse-Normandie sont prêtés pour une année à Intercités pour la liaison Paris-Nord – Amiens – Boulogne-Ville, les 3 rames ont été restituées le 14 décembre 2015.
- le 21 juin 2016, La Région a reçu l'intégralité de la commande des 17 rames Régiolis
- le 4 juillet 2016, il n'y a plus de BB 67400 et donc plus des rames corails (Paris/Laon) et quelques avant, plus de rames RRR sur TER Picardie

#### Voitures et remorques voyageurs

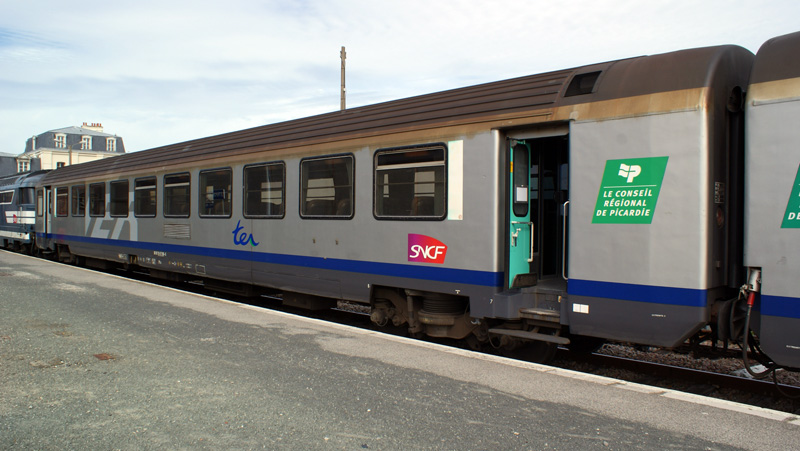
Voiture B11tu du TER Picardie, en gare du Tréport - Mers.

- Rame réversible régionale : 8 rames de 3 caisses (P01 à P11). Les rames P04, P05 et P11 ont été cédées à la région PACA[15]. Toutes les rames ont été radiées en décembre 2015.
- voiture VTU : 19 au 1/01/2013 :
  - dont B10rtu VTU 75/78 ;
  - dont B10tu VTU 75/78 ;
  - dont B11rtu VTU 75/78 ;
  - dont B11tu VTU 75/78.
- voiture VU : 8, puis 5, ensuite 2 :
  - dont B9u VU75 : 2 ;
  - dont B6DUX rév VU 86 : 3, maintenant cédées à la région Franche-Comté.
- voiture V 2N : 12 :
  - dont VO2N : 3x8 (N71 à N73), cédées à la région Centre ;
  - dont V2N : 9x9 (L01 à L09).

#### Coûts des acquisitions depuis 1999
Résumé des commandes de matériels roulant par la Région Picardie avant le 31 décembre 2015 
- 12 autorails monocaisses X 73500 : 17,1 Millions d'€
- 6 automoteurs tricaisses X 72500 : 30,6 Millions d'€
- 23 automotrices à 2 niveaux Z 26500 : 240 Millions d'€
- 24 autorails grande capacité X 76500 : 102,1 Millions d'€
- 16 autorails grande capacité bi-mode B 82500 : 90,7 Millions d'€
- 17 automoteurs régiolis bi-mode B 84500 : 162 Millions d'€

### Matériel futur

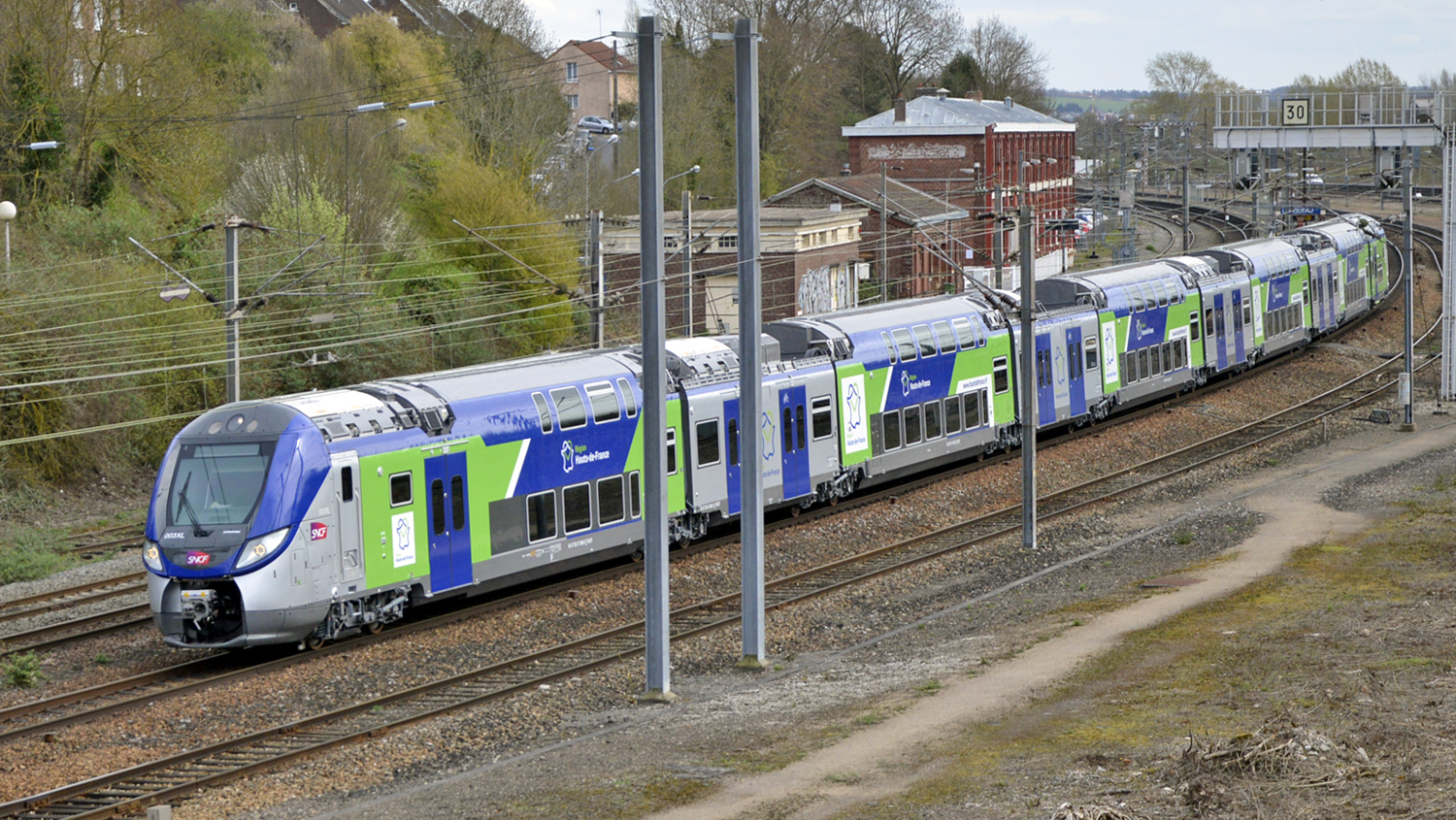
La Régio2N "003XL" (Z 55505/06) grillant la Gare de Longueau lors d'une marche d'essai

- 7 rames Regio 2N (rames extralongues).

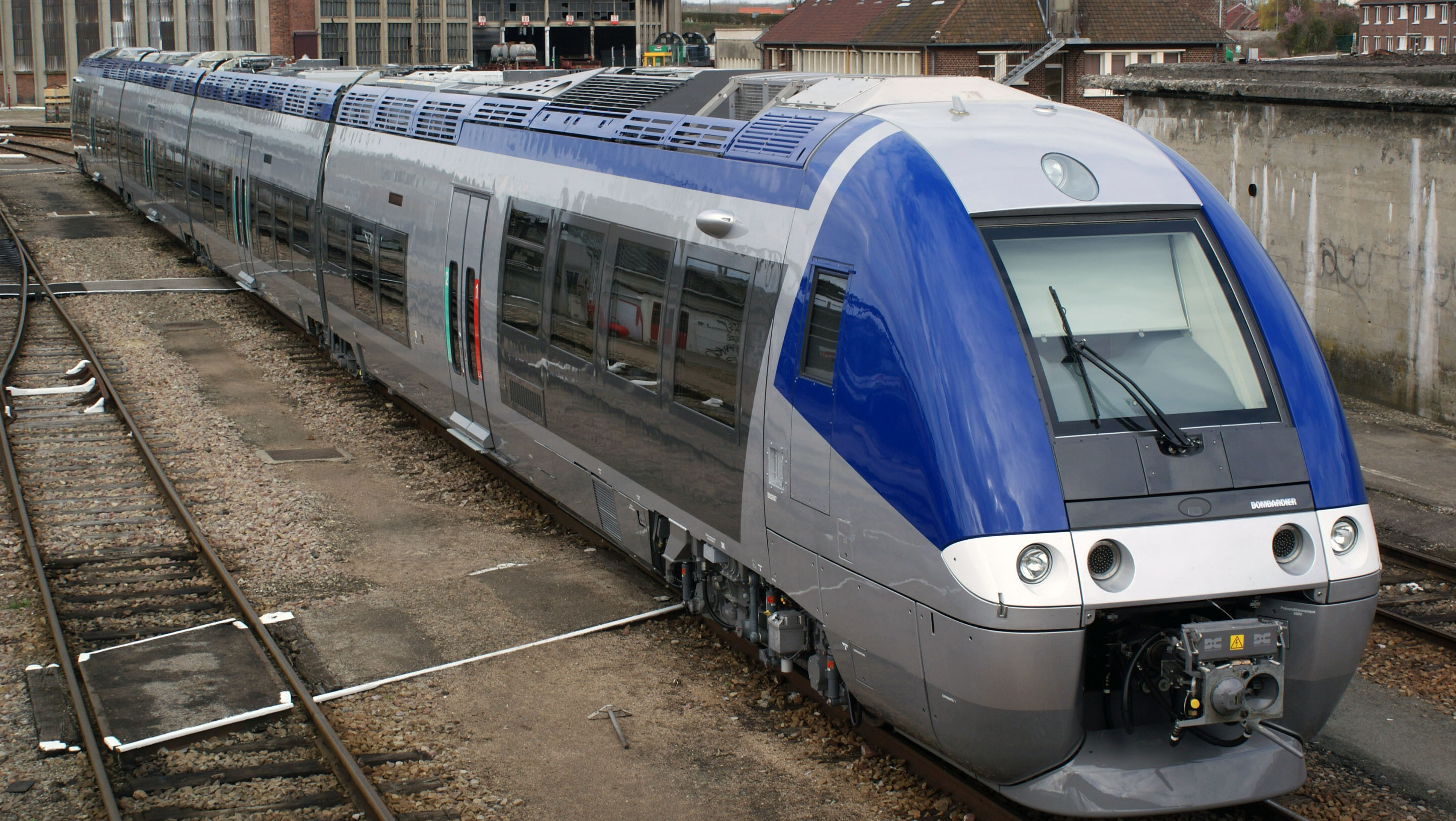
B82597/598 L'une des premières rames bi-mode du TER Picardie au dépôt de Longueau (80).

- Depuis 2005, l'ensemble du matériel roulant picard est neuf ou a subi une rénovation lourde. La Région Picardie est ainsi la première région française à avoir modernisé l’intégralité de son parc et à disposer désormais d’un parc constitué soit de rames rénovées soit d’autorails neufs.
- le coût de l'investissement pour l'achat des Regio 2N est de 108,6 Millions d'€ (livrée à partir de 2016), qui remplacera au fur et à mesure le matériel V2N, pour les Régiolis c'est un coût de 172 Millions d'€ pour le remplacement du matériel tractée sur la ligne Paris/Laon et sur l'étoile ferroviaire d'Amiens[17].

### Pelliculage des rames
- 2001 : les nouvelles rames arrivent, les X 73500, X 72500 ainsi que les premières X 76500 et Z 26500 reçoivent un premier pelliculage
- 2005 : livraison de la X 76603/04, c'est la 100e rames AGC qui sort des usines.
- 2009 : Le 14e Festival de la Bande Dessinées d'Amiens fait sa pub sur l'X 73595
- 2009 : petit à petit, le nouveau pelliculage de la région Picardie remplace l'ancien pelliculage sur les X 76500, Z 26500 et B 82500, les baptêmes disparaissent temporairement.
- 2010 : Après des années de travaux, les lignes Amiens/Compiègne et Amiens/Abbeville "passent à la vitesse supérieure!"
- 2010 : Le 15e Festival de la Bande Dessinées d'Amiens refait sa pub, mais sur l'X 73611
- 2010 : La B 82597/98 est la première rame BiBi livrée en Picardie, elle servira également à l'inauguration officiel de ce nouveau matériel sur le réseau picard

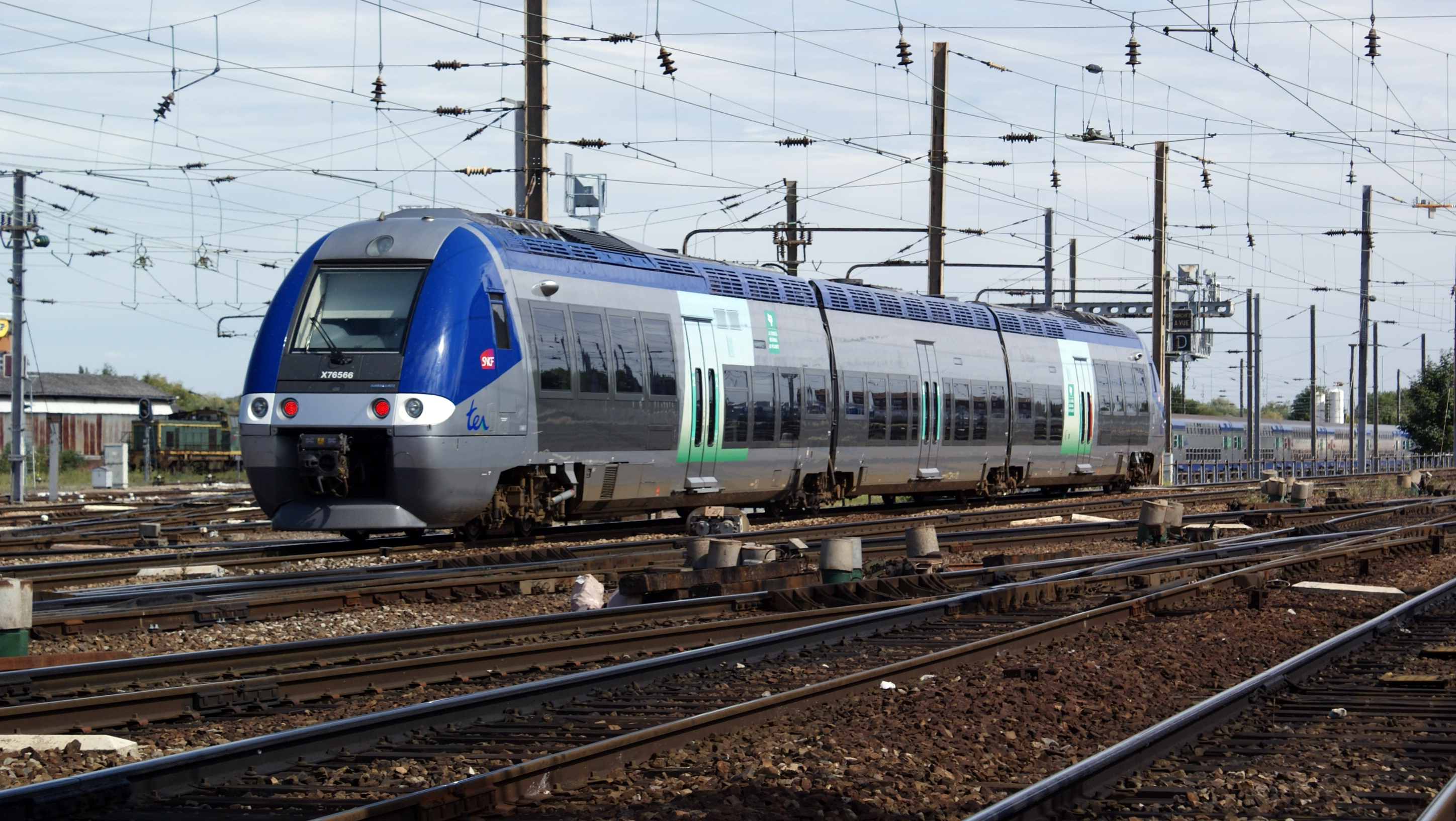
2001 : ancien pelliculage des rames Picardie.
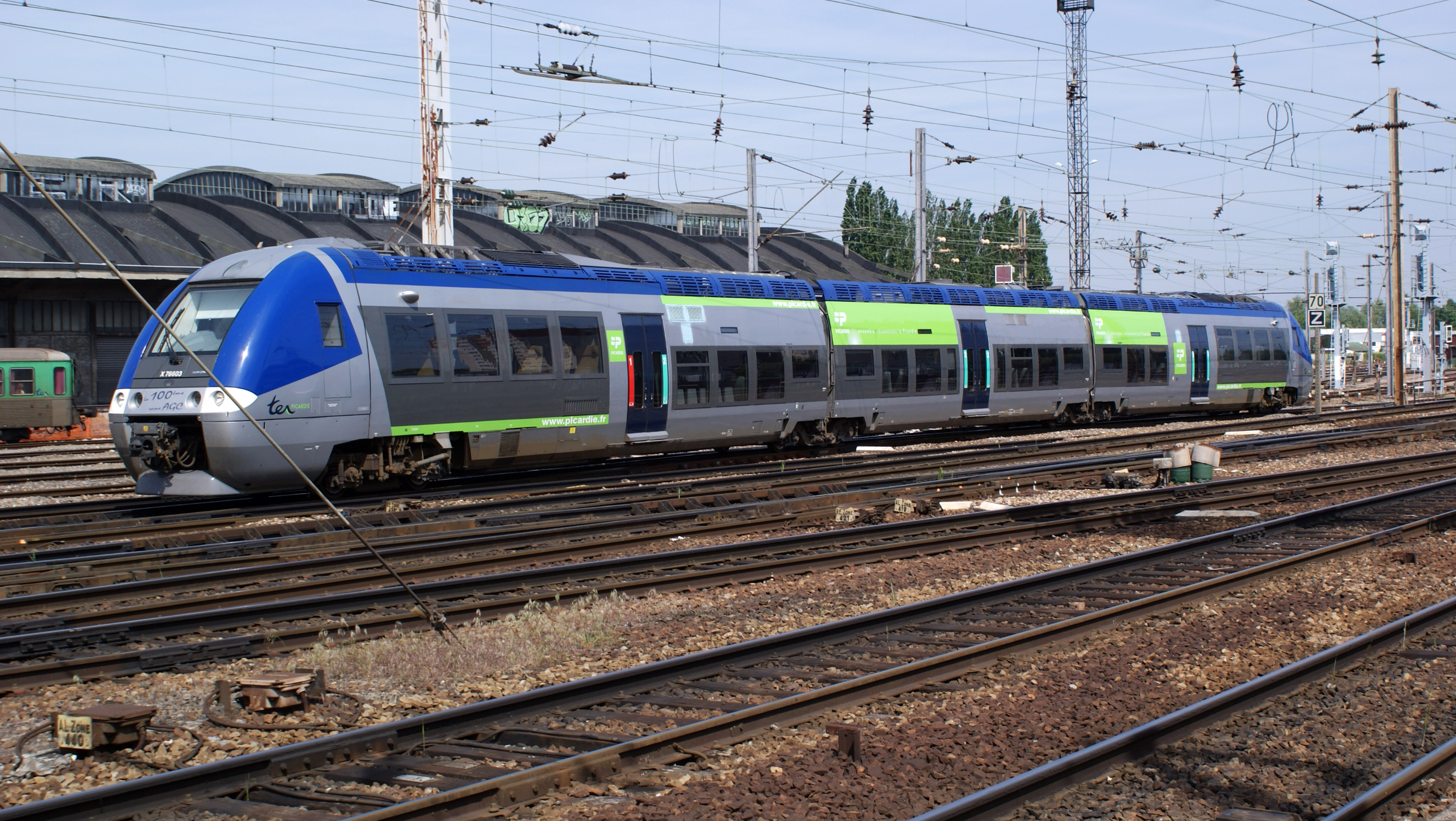
2009 : Nouveau pelliculage des rames picardes.
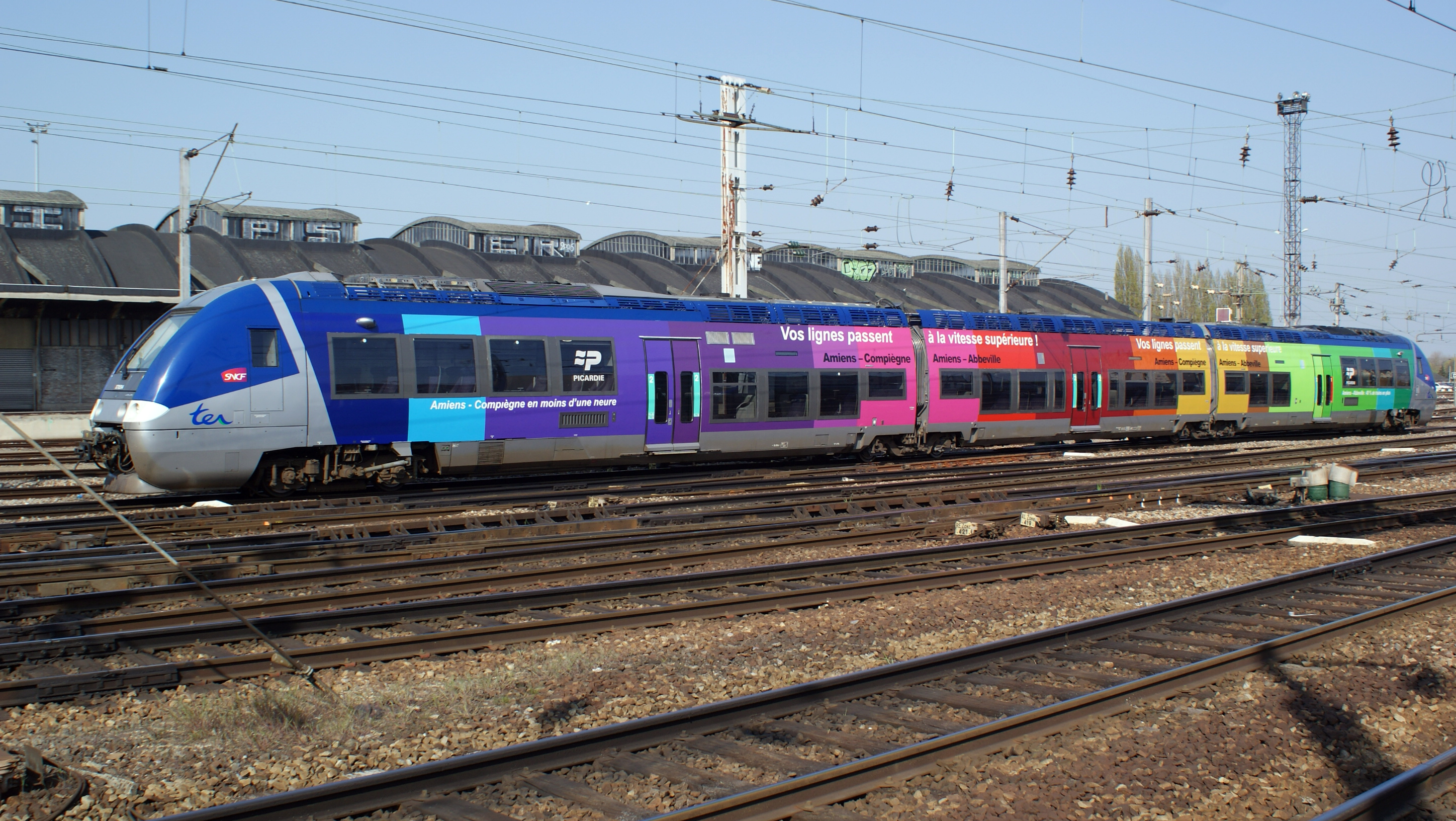
Livrée spéciale « Vos lignes passent à la vitesse supérieure ! » en 2010.
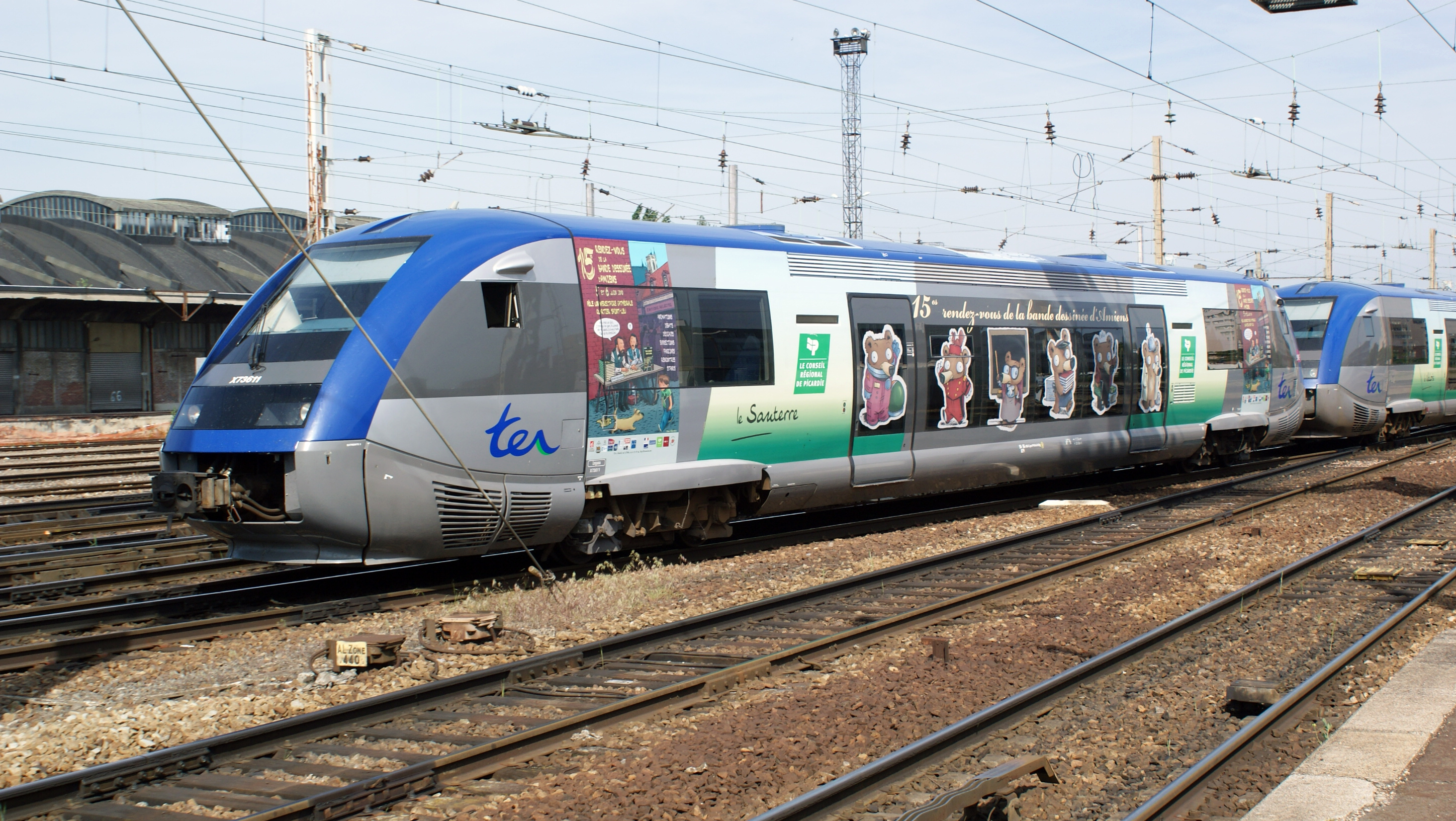
2010 : 15e festival de la BD d'Amiens.
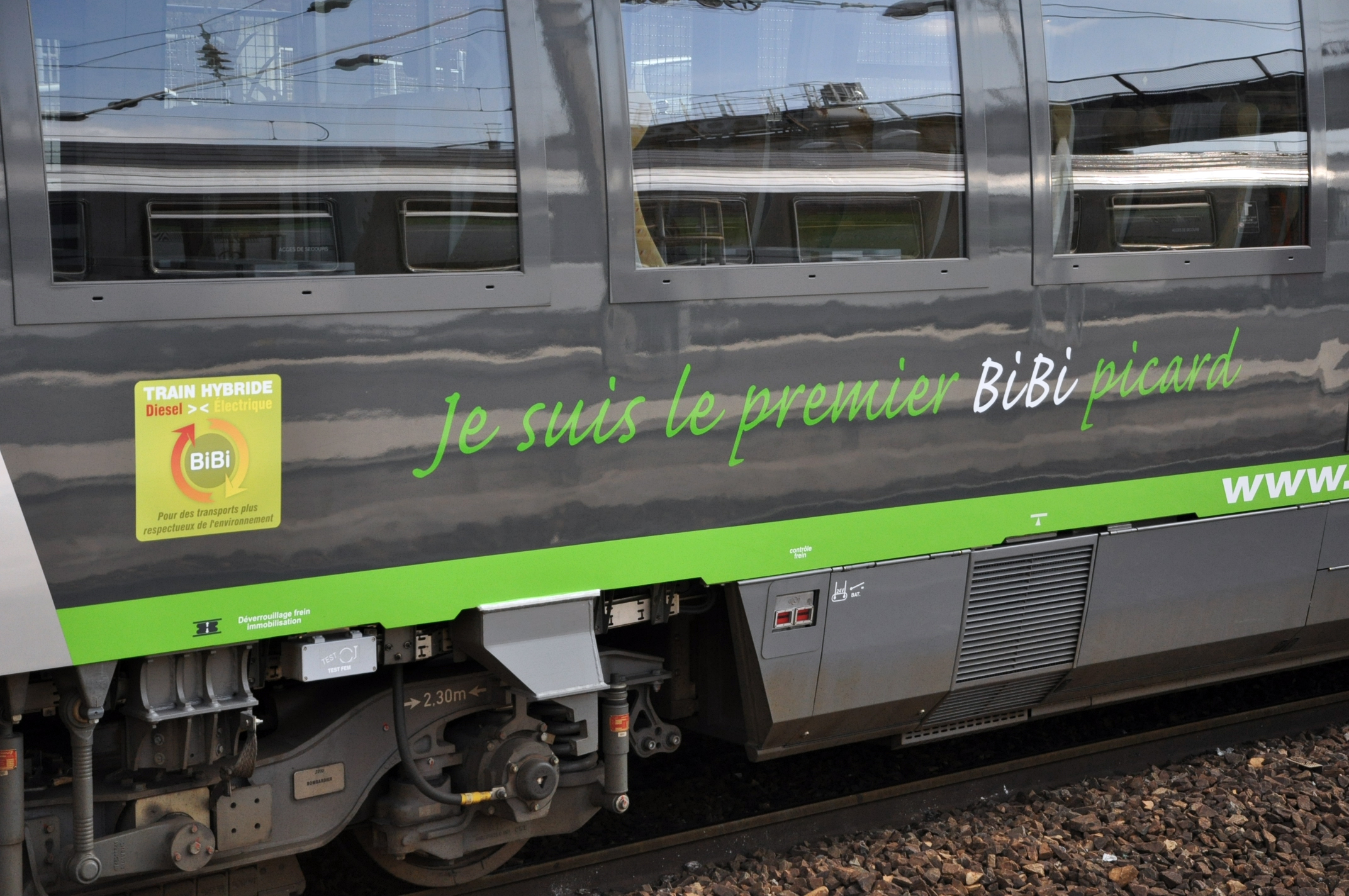
2010 : Inauguration des B82500.

### Particularité sur les rames
- De nombreuses rames (X 72500, X 76500 et X 73500) ont reçu un baptême régional (voir dans les déroulants ci-dessus).
- Les RIO80 ont eu le surnom de "rames Sandwich" ou "rames Dromadaire". Cela vient de la position centrale de la locomotive et de sa hauteur un peu plus importante que celle des voitures encadrantes. Ces segments ont été mis en circulation durant l'année 1999 sur l'axe Paris-Beauvais nouvellement électrifié le 29 novembre 1999. Ces rames ont circulé dans cette configuration peu commune jusqu'à l'été 2007. Les tronçons RIO Dromadaire ont été réutilisés sur le réseau TER Picardie, en réversibilité 1 ou 2 rames attelées classiquement avec BB67000 en tête ou queue (en particulier entre Laon et Paris via Crépy-en-Valois). Ces rames ont été remplacées par les AGC X76500 et BiBi et ont été versées à la réserve avant d'être envoyées en Roumanie.

### Matériels accidentés
- L'X 73723 eut le 8 août 2009 un accident à un passage à niveau sur la ligne Beauvais/Le Tréport à Ponts-et-Marais (Seine-Maritime) : 2 blessés (conducteur et passager de la voiture immobilisée sur le passage à niveau)[18]. (l'autorail a été remis en état au dernier trimestre 2009.)
- L'X 76729/730 a percuté le 24 février 2010, un bloc de pierre sur la ligne Paris-Nord - Laon, à la hauteur de la commune de Berzy-le-Sec (Aisne). Pas de victime. L'essieu de la motrice X76730 a déraillé[19]. L'AGC a été remis en état et est de nouveau en circulation commercial.

## Les projets du conseil régional

### Electrification intégrale de la ligne Amiens-Boulogne
[réf. souhaitée]
La ligne Amiens-Calais est partiellement électrifiée, entre Amiens et Saint-Roch en 1984 (lors de l'électrification de la ligne entre Amiens et Rouen), entre Calais et Boulogne en 1994 (lors de l'ouverture de la LGV Nord), et entre Boulogne et Rang-du-Fliers en 2010 (afin de développer l'offre TERGV). Seule la partie entre Saint-Roch et Rang-du-Fliers n'est pas électrifiée. Lors de la signature du CPER 2014-2020 en juillet 2015, il a été décidé de l'électrification du chaînon manquant à l'horizon 2020. Cette électrification intégrale permettra des gains de temps, notamment sur les liaisons Intercités Paris-Boulogne, en supprimant le relai-traction (changement de machine) en gare d'Amiens.

### Technicentre TER
L'implantation de cet atelier dans le faubourg cheminot d'Amiens restait conditionnée à un accord sur le financement. Sur les 42 millions d'€ que représente ce projet, la SNCF avait annoncé qu'elle mettrait 10 millions d'€. Restaient donc à trouver 32 millions d'euros, à charge pour les collectivités concernées de se répartir la somme.
Un accord a semble-t-il été trouvé entre le Conseil Régional de Picardie, le Conseil Général de la Somme et la communauté d'agglomération d'Amiens Métropole. Cet atelier devait être construit au cœur du triangle ferroviaire de Longueau, et assurer la maintenance des rames du TER Picardie, mais également celles des régions voisines de Champagne-Ardenne et de Haute-Normandie.
La construction de cet ensemble ultramoderne et sa mise en service de cet équipement devait générer une cinquantaine d'emplois. Mais le projet est finalement abandonné en 2012 de par les difficultés financières des collectivités. Les TER picards seront entretenus au technicentre du Landy.
Deux années après l’abandon du projet et les lacunes de la rationalisation des moyens au profit du technicentre du Landy, la construction de cet atelier renaît de ses cendres et est prévu à l'horizon 2020.

### Ligne Picardie - Roissy
La ligne Roissy - Picardie est un projet ferroviaire d'une ligne nouvelle de quelques kilomètres, créant un lien entre la LGV Interconnexion Est et la ligne Paris-Creil-Amiens au nord de Roissy, aux environs de Survilliers.
Trois options de passage de la ligne nouvelles sont étudiées au nord-est du Val-d'Oise dans le secteur de Survilliers-Louvres-Vémars. Le coût de cette infrastructure est évalué à environ 250 millions d'euros, avec une mise en service prévue vers 2020. Cette nouvelle ligne ne devrait posséder aucun raccordement avec la ligne de Roissy.
Deux nouveaux quais devraient être construits dans la gare Aéroport Charles-de-Gaulle 2 TGV.
Le coût du projet est évalué à 250 millions d'euros.